# Dieter Hoegen
Dieter Hoegen (* 4. Dezember 1927 in Mannheim; † 19. Februar 2023 in Dobel) war ein promovierter deutscher Jurist. Er war vom 1. Januar 1975 bis zu seinem Eintritt in den Ruhestand im Jahr 1990 Richter am Bundesgerichtshof.

## Leben und beruflicher Werdegang
Hoegen wurde nach einer Tätigkeit als Senatspräsident am Oberlandesgericht Karlsruhe mit Wirkung vom 1. Januar 1975 zum Bundesrichter am Bundesgerichtshof ernannt und gehörte dem IV. Zivilsenat an. 1980 wurde der IV. Zivilsenat in den IVa-Zivilsenat (ab 1991 wieder IV. Zivilsenat) und den IVb-Zivilsenat (ab 1991 XII. Zivilsenat) geteilt und Hoegen, zuletzt stellvertretender Vorsitzender im IV. Zivilsenat, übernahm am 11. März 1980 den Vorsitz im IVa-Zivilsenat, den er bis zu seinem Eintritt in den Ruhestand innehatte.

## Veröffentlichungen
- Rechtskraftwirkung und Präklusionswirkung, Diss. Heidelberg 1952
- Die Gemeindegerichtsbarkeit in Baden-Württemberg: Textausg. mit Erl. (mit Wilhelm Machleid), Stuttgart: Kohlhammer, 1960 (Schriftenreihe Kohlhammer-Gesetzestexte)
- Einzelfragen zur Haftung bei Anlagevermittlung und Anlageberatung unter besonderer Berücksichtigung der Rechtsprechung des Bundesgerichtshofes, 1985
- Neuere höchstrichterliche Rechtsprechung zum Versicherungsvertragsrecht, zuletzt 5. Aufl., Köln: Kommunikationsforum Recht, Wirtschaft, Steuern, Tagungs- u. Verl.-Ges., 1988 (RWS-Skript; 74)

| Personendaten    | Personendaten                                  |
| ---------------- | ---------------------------------------------- |
| NAME             | Hoegen, Dieter                                 |
| KURZBESCHREIBUNG | deutscher Jurist, Richter am Bundesgerichtshof |
| GEBURTSDATUM     | 4. Dezember 1927                               |
| GEBURTSORT       | Mannheim                                       |
| STERBEDATUM      | 19. Februar 2023                               |
| STERBEORT        | Dobel                                          |